# قراءة غير ملزمة
قراءة غير ملزمة (بالبولندية: Lektury nadobowiązkowe) هو كتاب يجمع نصوصًا أدبية ساخرة كتبتها الشاعرة البولندية فيسوافا شيمبورسكا على مدى نحو ثلاثين عامًا في مجلة «الحياة الأدبية» البولندية. قد نُشرت الترجمة العربية له عن دار الكتب خان عام 2024، بترجمة الشاعرة والمترجمة المصرية إيمان مرسال. يُعد الكتاب عملاً فريدًا من نوعه، يدمج بين المقالة الأدبية، والتأمل الفلسفي، والنزعة الساخرة، ليقدم تجربة قراءة غير مألوفة في النقد الأدبي.

## خلفية
بدأت شيمبورسكا نشر هذه النصوص في شكل عمود صحفي، حيث تكتب عن كتب نادرة أو غير مألوفة، تتنوع بين كتب الإحصاء، القواميس، الأدب الشعبي، وكتب الأطفال.لم تكن تلك النصوص مراجعات بالمعنى التقليدي، بل "اسكتشات" أدبية تأملية، تحمل طابعًا شخصيًا ومفتوحًا، دون إلزام القارئ برؤية محددة أو بتبنّي موقف نقدي صارم.

## المضمون
يمثل الكتاب تأملاً في فعل القراءة ذاته، وتفكيكًا للعلاقة بين القارئ والنصوص المقروءة، خاصة تلك التي تُعد "هامشية" في نظر المؤسسات النقدية. تنطلق شيمبورسكا من حسّ ساخر ذكي، يبرز التناقضات والمفارقات في كتب الإحصاءات أو كتب الأطفال، لتعيد اكتشاف الإنسان داخل ما يبدو ميكانيكيًا أو بريئًا.وفي أحد النصوص، تستحضر مشهدًا لزوجين يتجادلان حول استهلاك الخمور، بناءً على أرقام منشورة في كتاب إحصائي. تطرح القصة بطابع هزلي يمزج بين السخرية والواقعية، لتكشف كيف يمكن لأرقام جافة أن تفضح توترات الحياة اليومية. وفي نص آخر، تتخيل زوار مبنى عام بناءً على إحصائية لعدد المرات التي يُفتح فيها الباب، وتتساءل بسخرية: من هؤلاء؟ هل هم موظفون مرهقون، أم أناس نسوا شيئًا خلفهم؟.

## الأسلوب
يمتاز أسلوب شيمبورسكا بالاقتصاد اللغوي، والدهشة الفلسفية، والسخرية الهادئة التي لا تهاجم بل تكشف. تتجنب المباشرة والوعظ، وتعتمد بدلاً من ذلك على الأسئلة الذكية، والتخيلات اليومية، واللغة البسيطة التي تضيء تفاصيل الحياة العادية.في ذلك، تستمر شيمبورسكا في منهجها الشعري خارج القصيدة، مؤكدةً أن الشعر يمكن أن يوجد حتى في تعليق عابر على كتاب مغمور.

## الترجمة العربية
قدّمت إيمان مرسال ترجمة عربية متميزة للنصوص، اعتمدت فيها على النسخة الإنجليزية، ونجحت في نقل روح شيمبورسكا بأسلوب أدبي حي، يجمع بين الدقة وحس الدعابة.وقد سبق لمرسال أن ترجمت أعمالًا لكتاب مثل وجيه غالي وتشارلز سيميك، ما يعكس حساسيتها في اختيار النصوص ذات العمق الإنساني والبعد الفلسفي.

## الاستقبال النقدي
لقي الكتاب ترحيبًا من القرّاء والنقّاد في العالم العربي، واعتُبر إضافة نوعية في سياق الترجمة الأدبية عن البولندية. أُشيد بقدرة شيمبورسكا على استخراج الجماليات من تفاصيل الحياة اليومية، وبترجمة مرسال التي وُصفت بأنها "إعادة خلق" للنص الأصلي وليس مجرد نقل لغوي. اعتبره بعض النقاد «لوحة فنية وسيمفونية للهامش»، بينما وصفه آخرون بأنه «جلسة مع صديقة حكيمة تحكي عن الكتب والفكر والحياة».